# National Coordination Unit
National Coordination Unit (NCU) ist eine nationale Koordinationsstelle, die in jedem der zunächst zehn Partnerstaaten (Estland, Lettland, Litauen, Malta, Polen, Slowakei, Slowenien, Tschechische Republik, Ungarn, Zypern), die der Verteilung der Gelder aus dem Schweizer Beitrag an ausgewählte EU-Mitgliedstaaten dient.
Ihre Aufgabe ist es, die nach dem Inkrafttreten des bilateralen Rahmenabkommens Projekt- und Programmanträge entgegenzunehmen. Sie sollen sie prüfen auf „Richtigkeit, Vollständigkeit und die Übereinstimmung mit den Kriterien und Tätigkeitsfeldern“, die im jeweiligen bilateralen Rahmenabkommen mit jedem der einzelnen Staaten vereinbart wurden.
Von den Koordinationsstellen genehmigten Projekt- und Programmanträge werden an die zuständigen Bundesstellen, DEZA und SECO, weitergeleitet. Sie wiederum prüfen die Anträge, nehmen die definitive Auswahl der Projekte vor und entscheiden über die Finanzierung. Im Jahr 2007 wurde der Kreis der Empfänger auf die neuen EU-Mitgliedsstaaten Rumänien, Bulgarien sowie 2013 auf Kroatien erweitert.
Ein direkter Weg zu DEZA und/oder SECO ist nicht möglich, sie können nur Anträge behandeln, die ihnen die nationalen Koordinationsstellen weitergeleitet haben.

## Koordinierungsstellen
- NCU des Finanzministeriums Estlands[2]
- NCU des Finanzministeriums Lettlands[3]
- NCU des Finanzministeriums Litauens[4]
- NCU im Ministerium des Premierministers von Malta[5]
- NCU im Ministerium für Entwicklungsfonds in Polen[6]
- Regierungsbüro der Slowakischen Republik[7]
- NCU Slowenien[8]
- NCU im Finanzministerium der Tschechischen Republik[9]
- NCU Abteilung für die Umsetzung internationaler Kooperationsprogramme im Ministerium des Premierministers von Ungarn[10]
- NCU in der Generaldirektion für europäische Programme, Koordinierung und Entwicklung in Nicosia[11]
- NCU im Ministerrat Bulgariens[12]
- NCU im Ministerium für öffentliche Finanzen in Rumänien[13]
- NCU im Ministerium für regionale Entwicklung und EU-Mittel[14]